# Квикборн
Квикборн (њем. Quickborn) град је у њемачкој савезној држави Шлезвиг-Холштајн. Једно је од 49 општинских средишта округа Пинеберг. Према процјени из 2010. у граду је живјело 20.289 становника. Посједује регионалну шифру (AGS) 1056041, NUTS (DEF09) и LOCODE (DE QBK) код.

## Географски и демографски подаци
Квикборн се налази у савезној држави Шлезвиг-Холштајн у округу Пинеберг. Град се налази на надморској висини од 19 метара. Површина општине износи 43,2 km². У самом граду је, према процјени из 2010. године, живјело 20.289 становника. Просјечна густина становништва износи 470 становника/km².

## Међународна сарадња
| Мјесто | Држава               | Врста сарадње | Од    |
| ------ | -------------------- | ------------- | ----- |
|        | Шведска              | партнерство   | 1974. |
| Акфилд | Уједињено Краљевство | партнерство   | 1990. |
| Извор  |                      |               |       |